# Paul Biedermann
Paul Biedermann (* 7. August 1986 in Halle (Saale)) ist ein ehemaliger deutscher Schwimmsportler. Er wurde 2009 Weltmeister über 200 und 400 Meter Freistil. Er ist der erste Mensch, der 200 Meter Freistil in 1:42 Minuten geschwommen ist.

## Werdegang
Paul Biedermann fiel als Kind durch die Seepferdchenprüfung. Seinen ersten größeren Erfolg konnte Biedermann bei den Europameisterschaften 2008 in Eindhoven über 200 Meter Freistil verzeichnen und sorgte dabei für eine Verbesserung des deutschen Rekords von Michael Groß aus dem Jahr 1984. Seinen Rekord verbesserte er wenige Wochen später bei den Deutschen Meisterschaften in Berlin auf 1:46,37 min. Im Endlauf bei den Olympischen Spielen in Peking konnte Biedermann sich erneut steigern und seinen deutschen Rekord auf 1:46,00 min verbessern.
Obwohl Biedermann im Winter 2008/09 durch eine Erkrankung eine sechswöchige Trainingspause einlegen musste, konnte er bereits in seinem ersten internationalen Wettkampf 2009 während der Mare-Nostrum-Tour einen Europarekord über 200 Meter Freistil aufstellen.
Bei den Schwimmweltmeisterschaften 2009 in Rom gewann Biedermann am 26. Juli Gold über 400 Meter Freistil und brach gleichzeitig den seit sieben Jahren bestehenden Rekord von Ian Thorpe um eine Hundertstelsekunde, der bis dahin in Fachkreisen als kaum zu unterbieten gegolten hatte. Thorpe rief ihn nach dem Rennen an und gratulierte ihm mit den Worten: „Es war nicht nur der Anzug, du warst es“. Zwei Tage später sicherte er sich auch die Goldmedaille über 200 Meter Freistil und verwies den 14-fachen Olympiasieger und 18-fachen Weltmeister Michael Phelps auf den zweiten Platz. Dieser musste sich um 1,2 Sekunden geschlagen geben und verlor zugleich seinen Weltrekord, den Biedermann um fast eine Sekunde unterbot. Es war Phelps’ erste Niederlage bei einem internationalen Großereignis seit den Weltmeisterschaften 2005 in Montreal. Gemeinsam mit Helge Meeuw, Hendrik Feldwehr und Benjamin Starke stellte Biedermann mit der 4-mal-100-Meter-Lagenstaffel in Rom einen Europarekord (3:28,58 min) auf, was hinter dem Weltrekord (3:27,28 min) schwimmenden US-Quartett um Michael Phelps den Gewinn der Silbermedaille bedeutete.

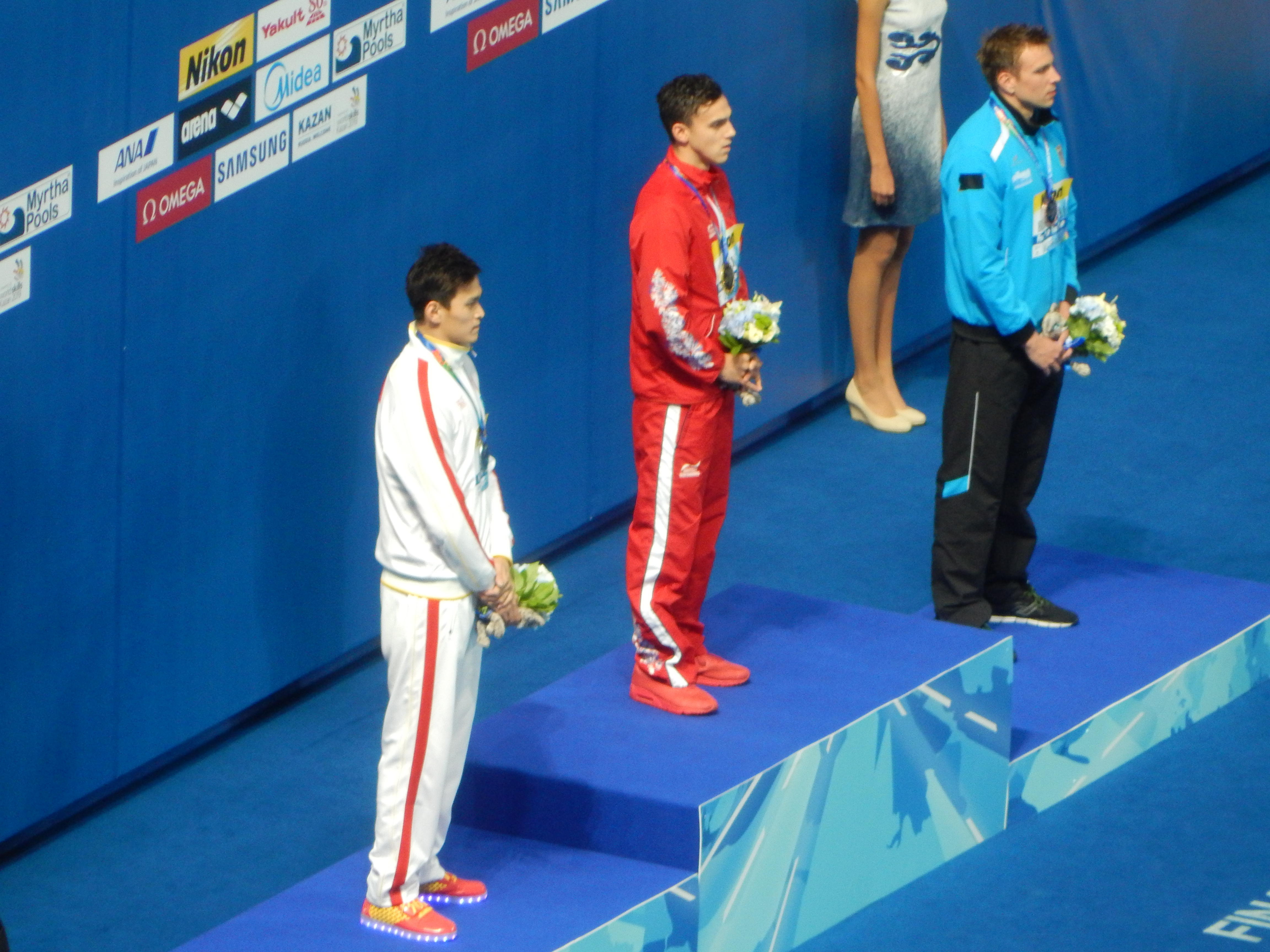
Siegerehrung bei den Weltmeisterschaften 2015

Biedermann verzichtete trotz Erfüllung der Norm auf eine Teilnahme an den Kurzbahnweltmeisterschaften 2014 in Doha. Bei den Weltmeisterschaften 2015 gewann er Bronze über 200 Meter Freistil. Bei den Olympischen Spielen 2016 in Rio de Janeiro wurde er über 200 Meter Freistil und mit der deutschen 4-mal-200-Meter-Freistilstaffel jeweils Sechster. Anschließend beendete er seine Karriere.
Biedermann trainierte beim SV Halle bei Frank Embacher.
Von 2010 bis 2015 war er mit der Schwimmerin Britta Steffen liiert.

## Weitere Erfolge

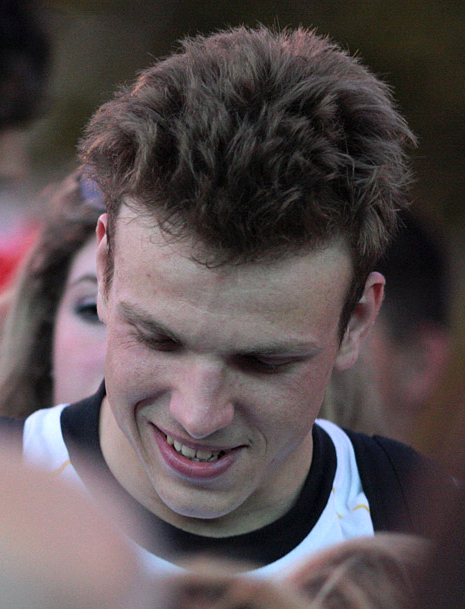
Biedermann bei den Schwimmweltmeisterschaften in Rom (2009)

Deutsche Kurzbahnmeisterschaften 2003:
- Platz 1 über 800 Meter Freistil
- Platz 1 über 1500 Meter Freistil

Deutsche Meisterschaften 2004:
- Platz 2 über 800 Meter Freistil
- Platz 3 über 400 Meter Freistil
- Platz 5 über 1500 Meter Freistil

Jugendeuropameisterschaften 2004:
- Platz 1 über 200 Meter Freistil
- Platz 1 über 400 Meter Freistil
- Platz 1 über 1500 Meter Freistil
- Platz 2 über 4 × 200 Meter Freistil

Deutsche Meisterschaften 2005:
- Platz 1 über 200 Meter Freistil (in 1:48,73 min)
- Platz 2 über 400 Meter Freistil
- Platz 3 über 1500 Meter Freistil

Deutsche Meisterschaften 2006:
- Platz 1 über 200 Meter Freistil (in 1:48,48 min)
- Platz 1 über 400 Meter Freistil (in 3:48,76 min)

Deutsche Meisterschaften 2007:
- Platz 1 über 400 Meter Freistil (in 3:49,36 min)

Deutsche Meisterschaften 2008:
- Platz 1 über 200 Meter Freistil (in 1:46,37 min)
- Platz 1 über 400 Meter Freistil (in 3:47,69 min)
- Platz 2 über 100 Meter Freistil (in 49,27 s)

Olympische Spiele 2008
- Platz 5 über 200 Meter Freistil (in 1:46:00 min)

Deutsche Kurzbahnmeisterschaften 2008:
- Platz 1 über 800 Meter Freistil (in 7:35,23 min, Europarekord)
- Platz 1 über 400 Meter Freistil (in 3:34,98 min, Europarekord)
- Platz 1 über 200 Meter Freistil (in 1:41,42 min)

Deutsche Meisterschaften 2009 in Berlin:
- Platz 1 über 100 Meter Freistil (in 48,39 s, deutscher Rekord)
- Platz 1 über 200 Meter Freistil (in 1:44,71 Minuten, Europarekord)
- Platz 1 über 400 Meter Freistil (in 3:46,67 Minuten, deutscher Rekord)

## Rekorde
| Weltrekorde (1)        | Weltrekorde (1) | Weltrekorde (1) | Weltrekorde (1) |
| ---------------------- | --------------- | --------------- | --------------- |
| 200 m Freistil         | 1:42,00 min     | 28. Juli 2009   | Rom             |
| (Stand: 24. Juni 2025) |                 |                 |                 |

## Auszeichnungen
- Deutschlands Sportler des Jahres 2009
- Europäischer Schwimmer des Jahres 2009
- Sportler des Jahres in Sachsen-Anhalt 2010